# Campylopus catharinensis
Campylopus catharinensis är en bladmossart som beskrevs av Jean Édouard Gabriel Narcisse Paris 1904. Campylopus catharinensis ingår i släktet nervmossor, och familjen Dicranaceae. Inga underarter finns listade i Catalogue of Life.